# 山崎真雄
山崎 真雄（やまさき まさお、1878年（明治11年）7月 - 没年不詳）は、朝鮮総督府官僚。

## 経歴
熊本県出身。1909年（明治42年）、東京帝国大学法科大学政治科を卒業し、1912年（大正元年）に高等文官試験に合格した。北海道庁属に務めた後、朝鮮総督府事務官、咸鏡北道第二部長、江原道第二部長、警務局保安課長、中枢院書記官を歴任した。またシベリア出兵の際には浦塩派遣軍司令部政務部嘱託を務めた。1928年（昭和3年）、大邱府尹に就任した。